# Conveni SOLAS
El conveni SOLAS (acrònim de International Convention for the Safety of Life at Sea en anglès) és un tractat internacional de seguretat marítima. Assegura que els vaixells amb bandera dels països signataris compleixen uns estàndards mínims de seguretat durant la construcció, en l'equipament i en l'operació.
El conveni SOLAS, que és actualitzat segons l'evolució de la construcció naval, es considera com el tractat més important sobre la seguretat de vaixells mercants.

## Història
La primera versió del conveni es va signar l'any 1914 com a resposta a l'enfonsament del transatlàntic RMS Titanic. Aquest text estipulava el nombre de bots salvavides i altre material i procediment de seguretat, incloent guàrdies contínues d'escolta radiofònica. El tractat de 1914 no va entat en vigor immediatament degut a l'esclat de la Primera Guerra Mundial. Versions modificades i actualitzades van ser adoptades els anys 1929 i 1948.